# Heinrich Böll
Pour les articles homonymes, voir Boll et Boell.
Œuvres principales
- Les Deux Sacrements (1961)
- Journal Irlandais (1961)
- La Grimace (1963)
- Portrait de groupe avec dame (1971)
- L'Honneur perdu de Katharina Blum (1974)

Heinrich Böll, né à Cologne le 21 décembre 1917 et mort le 16 juillet 1985 à Kreuzau-Langenbroich (de), est un écrivain allemand. Il est considéré comme l'un des plus grands auteurs allemands de la période de l'après-guerre.
Il reçoit le prix Nobel de littérature en 1972 pour sa poésie qui, par la synthèse de sa description clairvoyante des courants de son temps et la puissance créatrice et attentive, a contribué au renouveau de la littérature allemande. Ses romans, ses nouvelles, ses essais et ses déclarations publiques ont connu une répercussion importante dans le monde littéraire et dans la société de la République fédérale d'Allemagne d'après-guerre.

## Biographie

### Famille
Böll est né à Cologne dans une famille catholique, pacifiste et progressiste, fils de Viktor Böll, sculpteur et maître ébéniste spécialisé dans les boiseries d'église, qui à la naissance d'Heinrich était, en cette année de pire famine de la Première Guerre mondiale, de faction sur un pont du Rhin , pestant contre l'empereur , et de Maria Böll, sa seconde épouse après la mort de Katharina à l'âge de 31 ans. Heinrich était le huitième enfant, et le troisième fils de la famille Böll.

### Origines anglo-saxonnes
Ses ancêtres paternels, charpentiers spécialisés en construction navale, venaient des Îles britanniques ; ils avaient préféré émigrer plutôt que d'adopter la religion d'État d'Henri VIII. De la Hollande, ils avaient remonté le Rhin, préféraient vivre en ville qu'à la campagne, et s'étant éloignés de la mer, devinrent menuisiers.

### Jeunesse et période de guerre (1917-1945)
De 1924 à 1928 Böll fréquente l'école élémentaire catholique de Raderthal, un quartier au sud de Cologne, où la famille habite. Il vit son enfance sans contraintes. Il entre ensuite au lycée Kaiser Wilhelm, en section classique. Les années de la crise économique sont perçues comme une période un peu anomique, où il fallait improviser au jour le jour. À Cologne comme ailleurs, des bandes nazies se livraient des combats de rue avec les communistes; cela faisait partie du tableau. Il a tout juste quinze ans lorsque, le 1er mai 1933, il voit défiler dans sa ville les énormes colonnes de SA investies depuis le début de l'année du pouvoir, un plein pouvoir qui légitime désormais toute forme d'arbitraire. Cette expérience d'un genre tout particulier, et l'arrestation de camarades de ses frères, est pour lui déterminante. Le jeune Böll est opposé au parti nazi et a la possibilité de ne pas s'engager dans les Jeunesses hitlériennes. Puis, fin juin 1934, vient ce qu'on a appelé la nuit des Longs Couteaux qui établit définitivement la terreur, et à la suite de laquelle la Rhénanie est occupée par la Reichswehr, les troupes de défense de l'Empire, qui devient en mars 1935 la Wehrmacht. À Cologne le parti nazi, la NSDAP, ne rassemblait en mars 1934 que 33 % des suffrages; en automne, après l'occupation de la ville, il obtint 78 %. Hermann Göring était l'un des nouveaux citoyens d'honneur de la ville. Böll comptait toujours parmi les très rares élèves qui n'avaient pas adhéré à la jeunesse hitlérienne. Les professeurs de son lycée catholique, calme et dont Böll disait qu'il diffusait - tout comme l'Église - une résistance passive, étaient pour la plupart démocrates. Un de ses professeurs, l'écrivain Gerhard Nebel, qui, à 31 ans, avait un poste de remplaçant, eut le courage de démonter Mein Kampf en cours d'allemand, et attira l'attention de ses élèves sur Ernst Jünger avec lequel il entretint une correspondance soutenue et intense. Après son baccalauréat, Böll commence en 1937 un apprentissage chez le libraire Matthias Lempertz à Bonn, qu'il abandonne onze mois plus tard, se doutant que la guerre va bientôt être déclarée. Il fait alors ses premiers pas d'écrivain. En marge d'une édition de Tacite, il note le 1er février 1937 : « Le délire nazi obtient gain de cause. » Dès novembre 1938, il est affecté pour un an au Reichsarbeitsdienst, le service du travail du Reich. À la fin novembre 1938, à Cologne comme ailleurs, la nuit de Cristal, avec ses arrestations, ses pillages et saccages, ses déportations, ses meurtres, annonce déjà la Shoah. Böll écrit : « J'ai toujours eu envie d'écrire et bien que mes premiers essais fussent précoces, les mots ne vinrent que plus tard. » À l'été 1939, il s'inscrit à l'université de Cologne pour y faire ses humanités. Il écrit là son premier roman : Am Rande der Kirche. À la fin de l'été, il est pourtant incorporé dans la Wehrmacht ; il est stationné en Pologne, en France, en Roumanie, en Hongrie puis en URSS. En 1942, il épouse Annemarie Čech (de) (1910-2004), une camarade d'études de sa sœur Mechtild, avant de repartir pour le front. En fin d'année 1943 il écrit : « L'abrutissement est délirant, c'est vraiment un surplus d'abrutissement de misère. Si au moins j'avais quelqu'un à qui me confier ! », puis en juin 1944 : « Je hais l'enfer de l'uniforme, et en fait l'uniforme en soi ». Sa mère Maria est tuée en 1944 lors d'un raid aérien. Böll est blessé à plusieurs reprises. En hiver 1944-1945, il falsifie un ordre de marche, déserte et passe trois mois auprès de sa femme. De peur d'être fusillé sur ordre de la cour martiale, il réintègre l'armée - toujours avec des ordres de marche falsifiés -, quinze jours avant d'être capturé par les troupes américaines en avril 1945; envoyé dans un camp de prisonniers, il est libéré le 15 septembre de la même année.

### La période d'après-guerre

#### 1945-1952

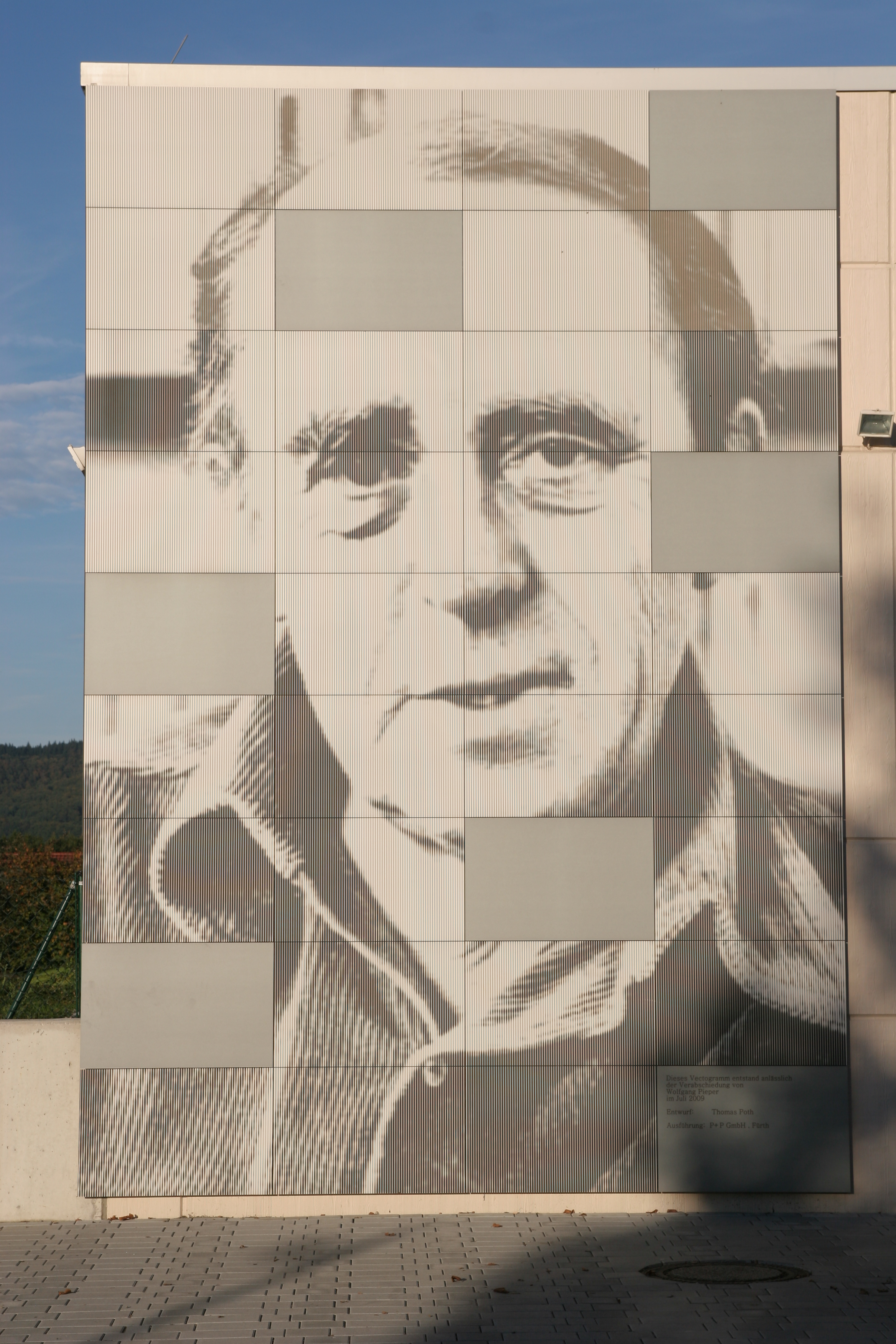
Vectogramme mural à l'école Heinrich Böll à Fürth en Hesse.

Il retrouve son épouse dans le petit village de Neßhoven près de Cologne, où il doit enterrer son fils Christoph âgé de tout juste trois mois et qu'il n'a vu que quelques semaines à l'hôpital. Les forces lui manquent et il envisage de passer l'hiver dans ce coin de campagne perdu et de donner des cours aux enfants des villages avoisinants pour vivre, tant bien que mal. Mais le couple se ravise, la ville lui manque, et en novembre 1945, ils sont de nouveau à Cologne. Annemarie se réjouit à l'idée de pouvoir travailler dans une librairie, et Böll travaille avec plus d'ardeur qu'il ne s'en sentait la force, du matin jusqu'à la nuit, dans l'atelier familial de menuiserie avec un de ses frères avec lequel il s'entend à merveille. Dans Cologne en ruines, le travail ne manque pas. Le frère qui a pris la succession du père vieillissant, a même quelques apprentis, mais les ouvriers qualifiés et les matières premières sont rares. Néanmoins, ils s'affairent au futur domicile de la famille. Heinrich Böll écrit : « Je ne peux penser renouer avec la « vie académique » qu'avec frayeur ».
Böll s'inscrit de nouveau à l'université, surtout dans le but de bénéficier d'une carte de ravitaillement, mais aussi afin d'avoir quelques semestres d'études à son actif. Il travaille aussi dans l'atelier de menuiserie de son frère Alois. Le rôle de soutien de famille est cependant tenu par Annemarie Böll, qui avant de devenir une traductrice littéraire renommée, jouissait d'un emploi stable d'enseignante. Böll écrit ses deux premiers romans, Kreuz ohne Liebe et Le Silence de l'ange (Der Engel schwieg), ainsi que de nombreuses nouvelles, dont le sujet traite des expériences de la guerre et des problèmes de l'époque. En 1947, Böll envoie ses premières nouvelles à différents journaux et périodiques. Il interrompt ses études pour un semestre, mais ne les reprendra pas. Annemarie lui donne un fils, Raimund, et démissionne de l'enseignement à titre temporaire. Les époux traduisent ensemble des textes de langue anglaise et entrent en relation avec la maison d'édition Friedrich Middelhauve, d'Opladen. Puis, c'est la naissance du second fils, René. En 1948, il devient écrivain à plein temps, mais ne commence à vivre de son art qu'à partir de 1951. En 1949 paraît le premier roman Le train était à l'heure (Der Zug war pünktlich). Les honoraires des publications ne lui permettent cependant pas de nourrir sa famille honorablement, il postule pour divers emplois. Dans une lettre adressée au lecteur de la maison d'édition, il écrit : « Il m'est en tout cas impossible de répondre de sacrifices répétés devant ma famille, et bien que parfois je croie avoir à m'acquitter d'un devoir, la littérature ne vaut, tout compte fait, pas une seule heure de désolation de ma femme et de mes enfants ». En 1950, alors qu'il travaille pour le service des statistiques de Cologne, paraît son premier recueil de nouvelles La Mort de Lohengrin (de). Puis son troisième fils, Vincent voit le jour. 1951 est l'année de son vrai début sur la scène littéraire. Invité par le Groupe 47 à Bad Dürkheim, il en est le lauréat de l'année pour sa nouvelle Les Brebis galeuses (de). Son roman Où étais-tu, Adam ? est édité. Il signe un contrat d'auteur avec la maison d'édition Kiepenheuer & Witsch de Cologne.

#### 1953-1963
Dans cette période de son œuvre littéraire, Böll traite des problèmes d'actualité de la République fédérale d'Allemagne. La situation politique devient, de plus en plus, le sujet de ses nombreux essais. Son roman Les Enfants des morts (Haus ohne Hüter) est édité en 1954. Il entreprend son premier voyage en Irlande. Le prix des Éditeurs français pour Les Enfants des morts lui est décerné en 1955 pour le meilleur roman étranger. La même année il devient membre du PEN allemand. L'insurrection de Budapest et les évènements de 1956 qui s'ensuivirent, ainsi que la crise du canal de Suez mobilisèrent 105 personnalités de la vie culturelle parmi lesquelles étaient Albert Camus, Jean-Paul Sartre, Pablo Picasso et Heinrich Böll. 1957 voit la parution du Journal irlandais. Un an plus tard, Böll remporte plusieurs prix. Par contre, sa Lettre à un jeune catholique qui devait passer à la radio, n'est pas diffusée, sa critique envers le catholicisme de l'après-guerre étant considérée comme trop massive. Le Silence concentré du docteur Murkes et autres satires, sont éditées en 1958. L'année suivante, le roman Les Deux sacrements paraît. Böll, de nouveau, reçoit en 1959 divers prix littéraires. Il devient cofondateur de la bibliothèque Germania Judaica de Cologne, qui regroupe des documents historiques du judaïsme allemand. Son père décède à Cologne. Au début des années 1960, Böll va encore accentuer sa critique envers l'Église catholique, à laquelle il reproche un engagement politique unilatéral. Il est coéditeur du magazine Labyrinth dans lequel, sur des bases chrétiennes, il formule un contre-projet au système social et politique en vigueur. En 1961 il est invité d'honneur de l'Académie allemande à la villa Massimo de Rome. Après la construction du mur de Berlin, survient une virulente controverse publique concernant l'engagement des écrivains en tant que « consciences de la nation ». Un appel est lancé par 23 écrivains, parmi lesquels se trouve Böll, afin que tous les secteurs de Berlin deviennent siège de l'ONU. 1962 voit la parution des deux nouvelles : Quand la guerre éclata (Als der Krieg ausbrach) et Quand la guerre fut finie (Als der Krieg zu Ende war). Böll entreprend un voyage en Union soviétique. 1963 paraît Ansichten eines Clowns, La Grimace.
En 1960, il reçoit le Prix Veillon (pour un roman de langue allemande) pour Billard um Halbzehn.

#### 1964-1969
L'engagement politique d'Heinrich Böll s'accentue encore. Il écrit surtout des essais et des discours politiques, au détriment de ses romans et nouvelles. La nouvelle Loin de la troupe (de) est éditée. Heinrich Böll donne des cours de poétique à l'université de Francfort-sur-le-Main, dans lesquels il développe son Esthétique de l'Humain. Aux attaques de la presse de la République démocratique allemande, (RDA) contre le poète et chansonnier Wolf Biermann, Heinrich Böll répond par une série d'articles. En 1966 la nouvelle Fin de mission (de) est éditée. Böll reçoit en 1967 le prix Georg-Büchner de l'Académie allemande pour la langue et la littérature. Böll tombe gravement malade. Lors d'une manifestation contre les mesures d'exception prévues, Böll prend la parole devant 70 000 personnes. Avec Louis Aragon et Jean-Paul Sartre, il est invité, la même année, par la Fédération des écrivains tchécoslovaques, à participer à un séjour en URSS. Böll accepte l'invitation en août, et il devient témoin de l'invasion de la Tchécoslovaquie par les autres membres du pacte de Varsovie, qui met fin aux tentatives de démocratisation entreprises par le gouvernement d'Alexander Dubček. Le 8 juin 1969, lors de l'assemblée constitutive de la Fédération des écrivains allemands, qui regroupait écrivains, critiques et traducteurs littéraires, Böll tient un discours sur la « Fin de la modestie ».

#### 1970-1980

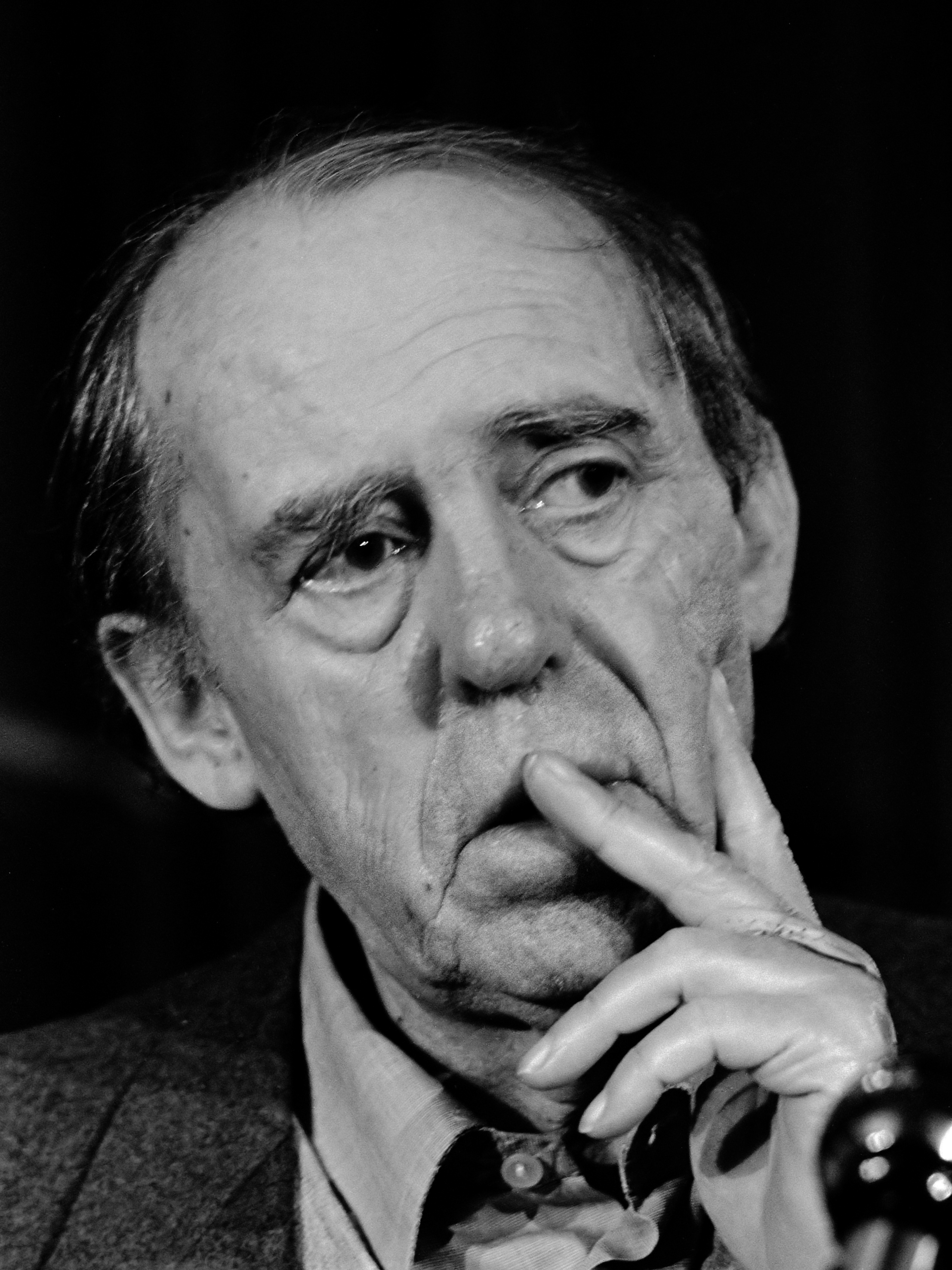
Heinrich Böll en 1983. Photo : Michel Antonisse/Anefo.

Avec le succès aux élections de 1969 des sociaux-démocrates et le nouveau gouvernement de Willy Brandt, Böll voit une ouverture de la politique sur des bases morales plus fortes que par le passé. Cependant, la situation politique en République fédérale allemande connaît des tensions dues au terrorisme naissant de la RAF. Avec d'autres écrivains, Böll se voit confronté à une droite et à ses organes de presse qui les présentent parfois comme les pères nourriciers du terrorisme. Les mesures de sécurité en République fédérale allemande sont renforcées. Lors du premier congrès de la Fédération des écrivains allemands, Böll, en présence de Willy Brandt, parle de l'« unité des solitaires ». Böll est élu président du centre du PEN de la République fédérale allemande. Un an plus tard il est élu président du PEN club international. Son roman Portrait de groupe avec dame est édité. En 1972, alors que le terrorisme et la RAF font la une des journaux, un chauffeur de taxi dénonce à la police deux passagers qu'il a conduits chez les Böll. Il s'agissait en fait d'un professeur d'université et de son épouse. La maison de Böll et le village sont cernés par des forces de police armées et le domicile de l'écrivain est perquisitionné. Le 10 septembre 1972, Heinrich Böll obtient le prix Nobel de littérature à Stockholm. Au regard de la recrudescence des poursuites d'écrivains et d'intellectuels dans le monde entier, Böll revendique, à l'Ouest comme à l'Est, l'abandon du concept hypocrite de non-ingérence dans les affaires intérieures des autres états. Parmi les pays dans lesquels les intellectuels sont poursuivis, il cite l'Union soviétique, la Turquie, l'Espagne, le Brésil et le Portugal. L'écrivain russe Alexandre Soljenitsyne, arrêté en 1974 et expulsé d'Union soviétique à la suite de vives protestations, trouve refuge chez les Böll. La nouvelle L'Honneur perdu de Katharina Blum, sous-titrée Comment peut naître la violence et où elle peut conduire est éditée. Böll obtient la médaille Carl von Ossietzky de la Ligue internationale des droits de l'homme. La nouvelle de Böll L'Honneur perdu de Katharina Blum est adaptée pour le cinéma par Volker Schlöndorff et Margarethe von Trotta. En 1976, Böll se détourne de l'Église catholique. 1977: Première du film Portrait de groupe avec dame. Après l'enlèvement et le meurtre de Martin Schleyer, une nouvelle campagne de presse replace Heinrich Böll et autres intellectuels au centre de l'actualité. En 1978, un comité international dont Böll est membre demande au président de la Corée du Sud, au nom de l'humanité, de libérer l'auteur Kim Ji-ha, détenu en isolement cellulaire. En 1979, le journaliste Rupert Neudeck fonde l'organisation humanitaire Un bateau pour le Vietnam, à laquelle Böll adhère, et d'où naît en 1982 le Comité Cap Anamur/SOS Médecins allemands. Le but de cette initiative est d'affréter un navire permettant le sauvetage en mer de vietnamiens fugitifs. Böll refuse la croix fédérale du Mérite que le président Walter Scheel doit lui décerner. Le roman Protection encombrante (Fürsorgliche Belagerung) est édité. En décembre 1979, alors que Böll voyage en Équateur, une maladie vasculaire le contraint à subir une opération à Quito. Après une entrevue avec une délégation de femmes boliviennes, Böll se prononce pour l'intervention d'une commission internationale afin d'enquêter sur la situation en Bolivie après le putsch de la junte militaire. De retour en Allemagne, il est à nouveau opéré.

#### 1981-1985

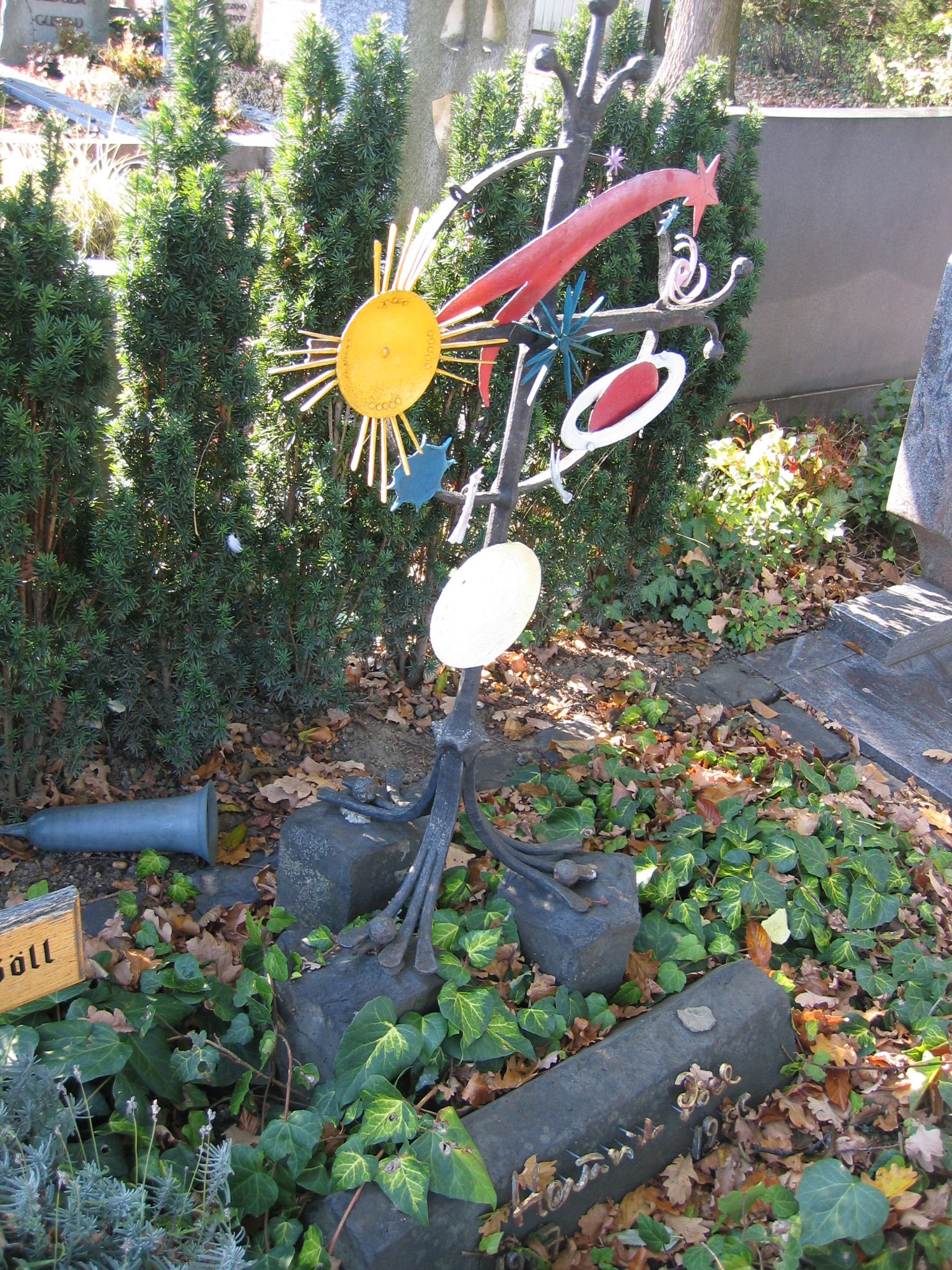
La tombe d'Heinrich Böll dans le cimetière de Merten, un quartier de Bornheim en Rhénanie-du-Nord-Westphalie.

Heinrich Böll, malade et toujours affaibli, s'engage de toute sa personne pour le pacifisme et soutient le parti écologiste des Verts fondé un an plus tôt.
La première biographie détaillée de Böll est éditée en 1981 : Mais que va-t-il devenir, ce garçon ? (de). Böll soutient l'appel des écrivains européens contre la bombe à neutrons et l'augmentation du potentiel militaire. Le 10 octobre 1981, Böll, lors d'une manifestation pour la paix, parle devant environ 300 000 personnes à Bonn. Une partie de sa maison dans l'Eifel est incendiée par malveillance. Lors d'une conférence de presse à Bonn, Böll proteste en 1982 contre les conditions politiques intérieures polonaises et le régime militaire au pouvoir. Raimund, 35 ans, le second des quatre fils qu'on eus les Böll, meurt d'un cancer. Après quelques querelles au sujet de la formulation, le Conseil de la ville de Cologne nomme Heinrich Böll citoyen d'honneur. Le land de Rhénanie-du-Nord-Westphalie lui décerne le titre de professeur. En 1983, Böll demande dans une lettre ouverte au chef du parti soviétique Iouri Andropov de lever le bannissement du prix Nobel Andreï Sakharov. Dans une déclaration, des écrivains de six pays, dont Böll, s'opposent aux tentatives ostensibles du gouvernement des États-Unis de renverser le gouvernement sandiniste au Nicaragua. Böll s'engage lors de la campagne électorale pour les Verts. En septembre, il prend part à Mutlangen au blocus d'une base militaire américaine abritant des armes atomiques. En 1984, Heinrich Böll est fait Commandeur de l'ordre des Arts et des Lettres par le ministre de la culture français Jack Lang. Il reçoit la même année le Prix danois Jens-Bjørneboe de l'Odin Teatret. Il remet le montant du prix au comité allemand de SOS Médecins.
En 1985, enfin, à l'occasion du quarantième anniversaire de la capitulation de la Wehrmacht, les Lettres à mes fils ou quatre vélos de Böll sont éditées. Début juin, Böll doit de nouveau être hospitalisé et opéré. Le 15 juillet on le laisse sortir de l'hôpital, afin qu'il se prépare à l'opération suivante. Heinrich Böll meurt au matin du 16 juillet dans sa maison du petit village de l'Eifel Langenbroich, sa femme Annemarie étant seule à son chevet. Böll avait, avec sa femme, quitté l'Église catholique qu'il considérait comme une collectivité de droit public, mais n'a jamais cessé d'être croyant. Cependant, la déclaration d'un prêtre, selon laquelle il aurait accompagné Heinrich Böll dans ses dernières heures et aurait reconnu chez le mourant des « signes d'un repentir », ce qui lui aurait permis de l'inhumer avec les sacrements de l'Église, est contestée. Heinrich Böll est inhumé le 19 juillet à Bornheim-Merten, en présence d'une foule nombreuse, de collègues, d'hommes et de femmes de la vie politique, parmi lesquels le président fédéral allemand Richard von Weizsäcker. Après sa mort, de nombreux écoles, collèges et lycées ont pris le nom « Heinrich Böll ». En novembre 1987, la fondation Heinrich Böll a été créée à Cologne sur l'initiative d'amis de l'écrivain et de la famille.

## Œuvre littéraire

### Les débuts (1945-1950)
Pendant la guerre, Böll avait surtout écrit des lettres. Dans l'une d'elles, il avait repris une phrase d'un roman d'Ernst Wiechert, Jedermann/Tout un chacun de 1931 : « Qui veut décrire la guerre, le sang versé et les pilonnages, n'est qu'un insensé ».
Son premier roman Kreuz ohne Liebe (Croix sans cœur), date de 1946 ou 1947 mais ne paraît à titre posthume qu'en 2002. Il y évoque le destin d'un SS de famille catholique qui s'est entaché de culpabilité sur le front oriental, et qui sauve une vie avant de se suicider. Mais c'est aussi l'histoire d'un couple dont l'amour a survécu à la guerre. Les premières nouvelles paraissent dans les périodiques autorisés par les Alliés en 1947. Elles font partie du patrimoine littéraire de l'Allemagne en ruines. Elle évoque les expériences vécues et les dérapages sociaux de l'après guerre.
La nouvelle Der Mann mit den Messern (L'homme aux couteaux) est publiée à Cassel en 1948. Ce récit à la première personne relate la rencontre d'un ancien lieutenant et d'un de ses sous-officiers, dont les rôles sont maintenant inversés. Le sous-officier propose à son ancien supérieur de devenir son partenaire et d'être la cible des couteaux qu'il lance dans des représentations de variété. Tous deux découvrent que dans cette constellation, la fortune leur sourit.
Quelques-unes des nouvelles paraissent en 1950 dans le recueil Wanderer, kommst du nach Spa…, (La Mort de Lohengrin) qui contribue à la renommée de l'écrivain comme auteur de nouvelles.
Sa nouvelle, Der Zug war pünktlich (Le train était à l'heure), est publiée en 1949 en Allemagne.
Dans une interview accordée à Al Wolff en 1974, il reconnaît avoir un penchant particulier pour cette première véritable publication et poursuit :
« Aujourd'hui je ne me souviens plus exactement quelle était la clé initiale de ce livre, mais ce que je sais, c'est qu'être transporté ici ou là, en permission, puis de retour au front, être toujours assis dans des trains, dans des wagons de marchandises ou dans des trains de voyageurs, patienter dans les salles d'attente, des heures entières, des jours entiers, des nuits entières, monter dans les trains, en descendre lors d'alarmes aériennes, y remonter, enfin être transporté contre son gré, c'était une expérience militaire vraiment très spéciale. Je crois qu'il en est ainsi dans toutes les armées du monde. Monter, descendre, attendre, ne pas savoir où l'on vous transporte, ne pas devoir le savoir, comme c'est presque toujours le cas. Oui, je crois que ce, disons cette expérience d'être transporté était la clé initiale du livre. »,
Böll est toujours resté très attaché à sa ville natale, son catholicisme ardent et omniprésent, son sens de l'humour acide et son socialisme critique. Dans la période de l'immédiat après-guerre, il se préoccupe des souvenirs de la guerre et de ses effets matériels et psychologiques sur la vie des simples citoyens. Il a fait de ces épaves de l'après-guerre les héros de ses romans en les décrivant avec tendresse.
La prise de Cologne par le parti nazi a consterné Böll, de même que l'a bouleversé plus tard la destruction de sa ville par les bombardements alliés. Son œuvre est considérée comme la plus représentative de la Trümmerliteratur (littérature des ruines) qui dépeint, sur fond de réalisme à la fois émotionnel et compatissant, les malheurs d'une nation allemande déchirée et anéantie par le nazisme et les traumatismes de la Seconde Guerre mondiale.

Le style d'Heinrich Böll semble être parfois déroutant de simplicité : Carl Zuckmayer dit d'Heinrich Böll : 

« Ce que j'apprécie le plus chez Böll, c'est la simplicité, la limpidité et la précision de son langage. Il ne s'égare pas dans des futilités, il n'essaie jamais de bluffer, ni de paraître sensationnel en faisant des sauts ou des voltes surprenants. Il n'est, parmi les jeunes écrivains de sa génération, peut-être pas le plus éloquent, le plus étoffé ou même le plus brillant, mais il me semble que son langage, l'art de sa prose aussi, sont les plus purs, les plus propres et les plus saisissants de la nouvelle littérature allemande. »

Après 262 raids aériens, Cologne est détruite à 80 %. Reconstruite en hâte afin de pourvoir au plus urgent, la ville change de physionomie. Elle est, sous Konrad Adenauer, alors maire de la ville (avant que les Américains ne le congédient le 6 octobre 1945 au profit d'Hermann Pünder) un chantier permanent. C'est dans cette ambiance que les premières œuvres principales de Böll prennent forme.

### Œuvres de 1951 à 1971
- Si vous ne connaissez pas le sujet, laissez ce bandeau (vous pouvez alors contacter les auteurs).
- Si vous supprimez le contenu mis en cause (vous pouvez préalablement contacter les auteurs),

argumentez précisément cette suppression dans la page de discussion
(un manque de référence n'est pas un argument ; une recherche réelle de référence doit avoir été effectuée, être formellement documentée).
Jusqu'à la fin avril 1951, Böll travaille occasionnellement pour la ville de Cologne. Début mai, alors qu'il n'a jusque-là publié que deux nouvelles et un roman qui n'ont pas encore conquis le grand public, il est invité, sur l'initiative d'Alfred Andersch, à une réunion du Groupe 47 à Bad Dürkheim, ainsi qu'une vingtaine de jeunes auteurs inconnus. Le Groupe 47 - du nom de l'année de sa fondation - était composé de quelques écrivains de langue allemande, que l'organisateur Hans Werner Richter invitait personnellement et qui n'étaient pas toujours les mêmes. Ces rencontres annuelles se déroulaient dans une atmosphère presque familiale ; on y lisait ses textes, on apportait aussi des critiques, mais principalement dans le but d'encourager les jeunes auteurs encore inconnus. Il était d'usage aussi de récompenser l'auteur du meilleur texte ; un vote décidait du lauréat de l'année. Böll l'emporte en 1951, pour sa nouvelle satirique Les Brebis galeuses (Die schwartsen Schafe). Le journaliste Heinz Ulrich du journal Die Zeit écrit à ce sujet : « Heinrich Böll, petit employé municipal en Rhénanie, marié, père de trois enfants, est un de ces talents qui, tout d'un coup, sont là. Dans l'histoire qu'a lu ce Böll, il y avait quelque chose, un ton nouveau, le deuil du simple citoyen, qui à vrai dire est artiste et qui, vu à travers les lunettes de l'indulgence, se mêle les pinceaux dans le train-train quotidien. Il était là, l'humour qui fait tant défaut. Et si l'on croit aux lois énigmatiques de la chance, il faut avouer qu'elle a eu la main heureuse. »  Böll n'a pas fait l'unanimité, mais cette voix d'avance qui lui vaut les lauriers va accélérer son parcours. Le Prix du Groupe 47, doté à l'époque de mille marks, est une aide bienvenue à la famille. Et puis - effet non négligeable - sa nouvelle est diffusée à la radio par le SWF, radio régionale du Sud-ouest allemand. Bien que dans les premières années le Groupe 47 ne fût pas assiégé par la presse, Heinrich Böll est remarqué, et au mois de septembre de la même année, Kiepenheuer & Witsch, une importante maison d'édition indépendante fondée en 1951 à Cologne, lui propose un contrat d'auteur. Il peut désormais vivre de sa plume.
En 1952, Böll regroupe des notes sous le titre Le snack-bar, un lieu de rencontre qui dispense à ses clients un peu de chaleur. L'histoire se base sur une pièce radiophonique de l'auteur, qui fut diffusée au printemps 1953 par la radio de Hesse, et qui avait pour titre Je rencontre ma femme. Le titre original est tiré d'une citation de la bible (Saint Marc, 15,5).

#### Où étais-tu, Adam?
L'auteur décrit en neuf épisodes le périple du soldat Feinhals depuis le front oriental jusqu'à la maison de ses parents. Il ordonne les épisodes en mosaïque composée, témoignant des déchirures matérielles et corporelles que la guerre impose. Sur son chemin, Feinhals rencontre d'autres soldats, des supérieurs, une aubergiste tchèque qui depuis plusieurs années voit le flux, le reflux et le déferlement incessant de soldats, une juive catholique dont on découvre le destin tragique, tous victimes dans le récit des revers d'une guerre sans fin.

#### Rentrez chez vous, Bogner!
Le roman décrit les conséquences de la guerre, et dépeint de façon réaliste un week-end dans une grande ville du secteur britannique après la réforme monétaire de 1948. Il est considéré comme étant le premier grand succès de l'écrivain.

#### La Grimace
Le roman marque une période créatrice majeure d'Heinrich Böll et témoigne d'une orientation de son œuvre littéraire vers un engagement moral et politique.

#### Portrait de groupe avec dame
Entre 1949 et 1971, Heinrich Böll a écrit plus de 40 œuvres. Portrait de groupe avec dame est son plus volumineux roman et en même temps l'un des plus importants. L'édition originale de 50 000 exemplaires est épuisée peu après la parution en 1971. Ce roman incite le Comité du Prix Nobel de littérature à faire de Böll le lauréat de 1972.
Œuvres entre 1952 et 1971 : Nicht nur zur Weihnachtzeit, (Satire), Pas seulement à Noël, 1952 ; Und sagte kein einziges Wort, (Roman), Rentrez chez vous, Bogner !, 1953/1955 ; Haus ohne Hüter, (Roman), Les Enfants des morts, 1954/1955 ; Das Brot der frühen Jahre, (Essay), Le Pain des jeunes années, 1955 ; So ward Abend und Morgen, (Kurzgeschichte) 1955 ; Unberechenbare Gäste, (Kurzgeschichte) 1956 ; Im Tal der donnernden Hufe, (Essay) 1957 ; Irisches Tagebuch, Journal irlandais (Reisebericht) 1957 ; Die Spurlosen, (Hörspiel), Ceux qui ne laissent pas de traces 1957 ; Doktor Murkes gesammeltes Schweigen, (Satire), Le silence condensé du Dr Murke, 1958 ; Erzählungen, 1958 ; Die Waage der Baleks, (Erzählung), La Balance des Balek 1958 ; Billard um halbzehn, (Roman), Les Deux Sacrements, 1959/1961 ; Erzählungen, Hörspiele, Aufsätze, Ausw., 1961 ; Brief an einen jungen Katholiken, 1961 ; Ein Schluck Erde, Dr, Un peu de terre, 1962 ; Als der Krieg ausbrach. Als der Krieg zu Ende war, (Erzählungen) 1962 ; Anecdote concernant la baisse de la productivité (nouvelle) 1963 ; Hierzulande, (Essay) 1963 ; Ansichten eines Clowns (roman), La Grimace, 1963/1964 ; Entfernung von der Truppe, (essai), Loin de la troupe, 1964 ; Ende einer Dienstfahrt, (roman), Fin de mission, 1966 ; Aufsätze, Kritik, Reden, 1967 ; Georg Büchners Gegenwärtigkeit, (Rd.) 1967 ; Hausfriedenbruch, Aussatz, (Drn.) 1969 ; Geschichten aus zwölf Jahren, (Ausw.) 1969 ; Leben im Zustand des Frevels, (Rd.) 1969 ; Gruppenbild mit Dame, (Roman), Portrait de groupe avec dame, 1971.

### Œuvres de 1972 à 1985

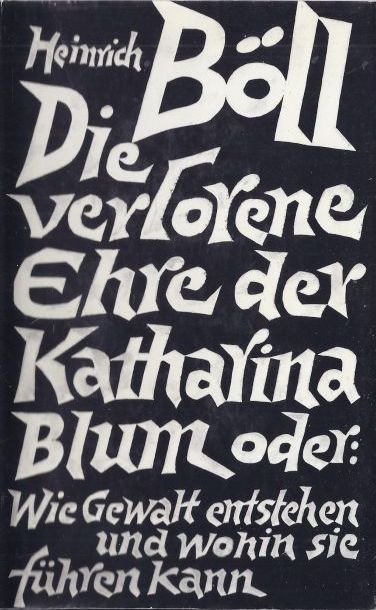
Édition allemande de l'ouvrage L'Honneur perdu de Katharina Blum.

Erzählungen (Récits), 1972 ; Gedichte (Poèmes), 1972 ; Neue politische und literarische Schriften (Nouvelles réflexions politiques et littéraires), 1973 ; Die verlorene Ehre der Katharina Blum (L'Honneur perdu de Katharina Blum), 1974 ; Berichte zur Gesinnung der Nation, (satire politique) 1975 ; Gedichte (poèmes), 1975 ; Drei Tage im März (Trois jours en mars), 1975 ; Einmischung erwünscht, (essai) 1977 ; Eine deutsche Erinnerung (Un souvenir allemand, récit), 1979 ; Du fährst zu oft nach Heidelberg, 1979 ; Fürsorgliche Belagerung (Protection encombrante, roman), 1979 ; Was soll bloß aus dem Jungen werden ? Oder : Irgendetwas mit Büchern (Mais que va-t-il devenir ce garçon ?), 1981/1988 ; Vermintes Gelände, (Terrain miné) 1982 ; Das Vermächtnis, (roman) 1982 ; Die Verwundung, (La Blessure), 1983 ; Ein- und Zusprüche, (Ėcrits et discours) 1984 ; Frauen vor Flusslandschaft, (Femmes devant un paysage fluvial, roman), 1985.

### Œuvres posthumes
Die Fähigkeit zu trauern, (Schriften) 1986 ; Wir kommen weit her, (G.) 1986 ; Rom auf den ersten Blick, (Reisebericht) 1987 ; Le Silence de l'ange (Der Engel schwieg), (Roman), Le Silence de l'ange, 1992/1995 ; Erzählungen, 1994 ; Der blasse Hund, (En.), Le Chien blême, 1995/2001 ; Briefwechsel mit Ernst-Adolf Kunz, 1994 ; Briefe aus dem Krieg, II. 2001.

## Réception critique
L'art d'Heinrich Böll a subi des critiques : son rôle dans le Groupe 47 et dans la Trümmerliteratur est toujours reconnu mais des critiques considèrent que l'auteur n'a pas fourni d'apport novateur au roman allemand sur le plan de la structure ou du langage. Son style assez dépouillé, utilisant des mots simples et des phrases courtes est même rapproché de celui de la Trivialliteratur (littérature de gare). Son moralisme chrétien est jugé par Jean-Louis Bandet « généreux mais imprécis » et la puissance de sa critique de la société est fortement affaiblie par le large succès qu'il obtient auprès d'une partie de la population et même auprès de sa cible favorite : la classe moyenne et la petite-bourgeoisie. Un des plus importants critiques littéraires allemands de l'après-guerre, Marcel Reich-Ranicki, définit Böll ainsi[Où ?] en 1963 : « Comme chrétien, comme artiste, Böll est avant tout un moraliste émotif. »
L'écrivain Günter de Bruyn, qui a vécu en RDA jusqu'à la réunification, se considère comme le disciple de Böll (sans que ce dernier l'ait su) et souligne l'importance qu'il eut en RDA. Il loue son humanisme et sa volonté constante de mettre l'individu au-dessus de l'appareil social coercitif : « Les marginaux de Böll sont également des êtres capables d'aimer sans condition, avec désintéressement, et à ce titre ils vivent l'utopie de l'humanisme. Un tel amour (comme un tel altruisme) doit paraître une obstination romantique, un comportement asocial aux gens bien adaptés que le monde extérieur influence. Car il va de pair avec le refus du rendement, refus grâce auquel l'individu se défend de l'emprise de l'État et de la société de profit et de consommation. Pour celui qui aime, il est plus important de préserver son « moi », sa sensibilité, que d'avoir de l'argent et du succès. »

## Engagement politique
Böll décrivait son travail d'écrivain comme « la recherche d'une langue habitable dans un pays habitable ». Il ne dissociait donc pas son travail de ses convictions politiques et de son jugement critique sur la République fédérale d'Allemagne et le « miracle économique allemand » de la période Adenauer.
Les cibles préférées de Böll étaient les figures classiques de l'autorité : les gouvernements et les pouvoirs dans leur diversité, de même que les milieux des affaires ou l'Église : il en dénonçait, parfois avec virulence, certaines attitudes conformistes, qui peuvent quelquefois être empreintes de peur aussi bien que de vanité. Il dénonçait de même certains abus de pouvoir. Il critiquait également un phénomène allemand, le catholicisme sociologique de ceux qui voient dans l'Église un moyen de promotion sociale. Böll peut être à ce titre considéré comme un auteur engagé.
Seize ans après la mort d'Heinrich Böll, le journaliste d'investigation et écrivain Günter Wallraff le caractérise en ces termes : « Heinrich Böll a apporté à la République fédérale d'Allemagne une réputation qu'elle ne méritait pas. Il est le symbole d'une attitude, qui dans son propre pays n'a aucune valeur. (…) Il était la figure de proue des auteurs engagés, et il l'était le plus modestement qui fût. Il était mesuré et persévérant dans sa puissance de persuasion. Il était présent et s'engageait de toute sa personne. Il l'était et il l'est de nos jours encore, si distinctement qu'il est devenu un symbole.»
Böll fréquente le Groupe 47 tout comme Günter Grass ou Ingeborg Bachmann, mais il n'y a pas que des amis, et garde de ce fait ses distances. Son véritable groupe restera sa famille, sa femme et ses enfants ainsi que quelques proches amis.

### Prises de position particulières
Ses positions politiques contre la guerre froide et la reprise de la course aux armements lui ont valu de la sympathie en URSS sans pour autant que Böll ne puisse être soupçonné de communisme. Böll accueille Alexandre Soljenitsyne juste après son expulsion d'URSS dans sa villa de Langenbroich (de) sur la commune de Kreuzau. Après la Seconde Guerre mondiale, il fut comme d'autres intellectuels instrumentalisé par la CIA. Celle-ci a financé plusieurs années durant une offensive culturelle secrète auprès des intellectuels européens par l'intermédiaire du Congrès pour la liberté de la culture. Heinrich Böll est approché et a travaillé – plusieurs documents le confirment – pendant plus de dix ans pour le Congrès et ses différentes organisations. D'après Grass, Böll ignore alors qu’il œuvre en fait pour la CIA.
Ses interventions dans la politique intérieure de la République fédérale d'Allemagne (son intervention en faveur d'Ulrike Meinhof, sa critique de la politique de sécurité et de répression de l'État, des campagnes calomnieuses de la presse conservatrice) l'ont classé parmi les hommes de gauche.

## Ouvrages traduits en français

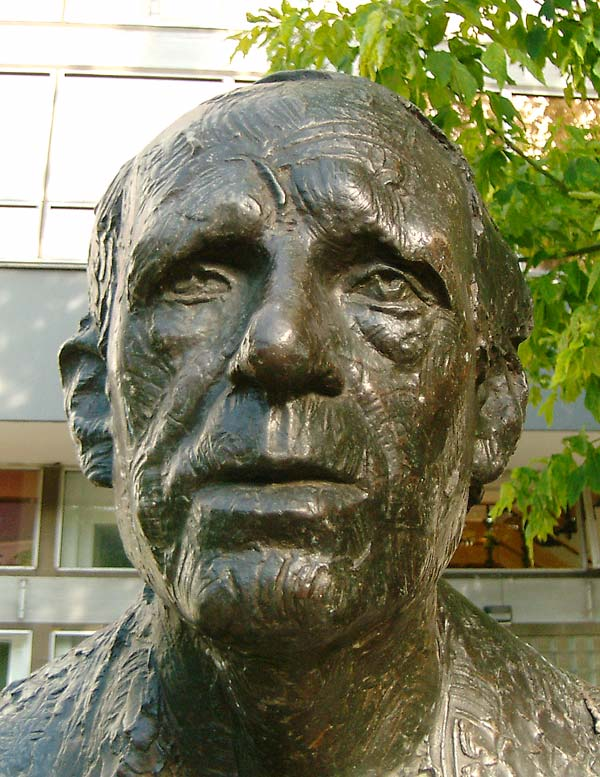
Sculpture réalisée par Wieland Förster en 1988 et située dans la Greifswalder Straße à Berlin-Prenzlauer Berg.

Le titre en français (souvent éloigné de la traduction littérale) est donné, suivi par l'éventuelle date de parution en France si celle-ci diffère de l'édition allemande, et enfin le titre original et la date de parution en Allemagne.
- Le train était à l'heure, 1949 (Der Zug war pünktlich), 1947 (OCLC 36706964)
- Le Legs (Das Vermächtnis), 1948
- La Mort de Lohengrin (Wanderer, kommst du nach Spa…), 1950 (OCLC 31261977)
- Les Brebis galeuses (Die schwarzen Schafe), 1951 (OCLC 164736980)
- Où étais-tu, Adam ? (Wo warst du, Adam ?), 1951 (OCLC 20986765)
- Pas seulement à Noël (Nicht nur zur Weihnachtszeit), 1952 (OCLC 10582350)
- Rentrez chez vous, Bogner ! 1955 (Und sagte kein einziges Wort), 1953) (OCLC 31261986)
- Les Enfants des morts 1955 (Haus ohne Hüter), 1954  (ISBN 978-2-0200-1375-8)
- Le Pain des jeunes années (Das Brot der frühen Jahre), 1955 (OCLC 20986805)
- Journal irlandais (Irisches Tagebuch), 1957 (OCLC 422306989)
- Ceux qui ne laissent pas de traces (Die Spurlosen), 1957 (OCLC 163763581)
- La Balance de Balek (Die Waage der Baleks), 1958  (ISBN 978-3-7868-0108-5)
- Le Silence concentré du Dr Murke (Dr. Murkes gesammeltes Schweigen), 1958  (ISBN 978-3-8958-4117-0)
- Les Deux Sacrements, 1961 (Billard um halb zehn), 1959 (OCLC 299958841)
- Un peu de terre (Ein Schluck Erde) 1962 (OCLC 77262806)
- La Grimace 1964 (Ansichten eines Clowns), 1963  (ISBN 978-2-0200-5615-1)
- Loin de la troupe (Entfernung von der Truppe), 1964 (OCLC 319747269)
- Fin de mission (Ende einer Dienstfahrt), 1966 (OCLC 58954933)
- Portrait de groupe avec dame (Gruppenbild mit Dame), 1971 (OCLC 9582185)
- L'Honneur perdu de Katharina Blum (Die verlorene Ehre der Katharina Blum), 1974  (ISBN 978-2-0200-5867-4)
- Protection encombrante (Fürsorgliche Belagerung), 1979  (ISBN 978-2-0200-5952-7)
- Le Destin d'une tasse sans anse, 1988 (Gesammelte Erzählungen), 1981 (OCLC 32218245)
- Mais que va-t-il devenir ce garçon ? 1988 (Was soll aus dem Jungen bloß werden? Oder: Irgendwas mit Büchern), 1981  (ISBN 978-2-0200-9979-0)
- Terrain miné (Vermintes Gelände), 1982  (ISBN 978-3-4620-1507-2)
- La Blessure (Die Verwundung und andere frühe Erzählungen), 1983 (OCLC 159829379)
- Un esprit radical au service de Dieu, 1983 (Radikaler in Gottes Dienst. Über Thomas von Aquin) Texte
- Femmes devant un paysage fluvial, 1987 (Frauen vor Flusslandschaft), 1985 (posthume)  (ISBN 978-2-0200-9522-8)
- Le Silence de l'ange, 1995 (Der Engel schwieg), 1992, écrit entre 1949 et 1951  (ISBN 978-2-0201-9703-8)
- Le Chien blême, 2001 (Der blasse Hund), 1995, nouvelles d'avant 1950 dont une de 1937  (ISBN 978-2-0202-9386-0)
- Le Testament, suivi de : Croix sans amour, 2010 (Das Vermächtnis - Kreuz ohne Liebe), 1982 et 2003  (ISBN 978-2-0209-8045-6)
- Lettres de guerre, 1939-1945, L'Iconoclaste, 2018, 350 p.

## Adaptations cinématographiques
- Herbert Vesely adapte en 1962 Le Pain des jeunes années.
- Les réalisateurs Straub et Huillet adaptent deux fois des œuvres d'Heinrich Böll au cinéma : 
  - 1962 - Machorka-Muff , 35 mm , noir et blanc, 18 min
  - 1964/65 - Nicht Versöhnt oder Es hilft nur Gewalt wo Gewalt herrscht (Non Réconciliés ou Seule la violence aide, où la violence règne ), 35 mm , noir et blanc, 55 min
- Volker Schlöndorff et Margarethe von Trotta adaptent en 1975 L'Honneur perdu de Katharina Blum.
- Aleksandar Petrović adapte en 1976 Portrait de groupe avec dame, avec Romy Schneider.

## Prix et distinctions
- 1955 : Prix du Meilleur Livre étranger pour Les Enfants des morts (Haus ohne Hüter)
- 1961 : Prix Charles-Veillon pour Les Deux Sacrements (Billard um Halbzehn)
- 1967 : Prix Georg-Büchner
- 1972 : Prix Nobel de littérature
- 1974 : Médaille Carl von Ossietzky